# 莲花巷土府
莲花巷土府，位于中国广东省佛山市禅城区莲花巷4号，为一土府建筑（土府为清代佛山人对明代石脚夯土墙房屋的统称，建筑牢固，常作为明代当铺的储物楼或巨富储存贵重物品之所。莲花巷土府始建于明代，清道光年间为吴荣光家族所有。1989年6月10日，列入佛山市文物保护单位。